# Hilda Smith
Hilda Smith (* 30. September 1909 in Leigh; † 22. Januar 1995 ebenda) war eine britische Turnerin.

## Erfolge
Hilda Smith nahm 1928 an den Olympischen Spielen in Amsterdam teil und gehörte bei diesen zur britischen Turnriege im Mannschaftsmehrkampf, bei dem insgesamt fünf Mannschaften antraten. Den Wettkampf schlossen die Britinnen mit 258,25 Punkten auf dem dritten Platz ab, hinter den siegreichen Niederländerinnen, die mit 316,75 Punkten Olympiasiegerinnen wurden, und den mit 289 Punkten zweitplatzierten Italienerinnen. Dahinter folgten die Mannschaften Ungarns und Frankreich. Smith erhielt somit zusammen mit Annie Broadbent, Lucy Desmond, Margaret Hartley, Amy Jagger, Queenie Judd, Jessie Kite, Midge Moreman, Carrie Pickles, Ethel Seymour, Ada Smith und Doris Woods die Bronzemedaille.
Wie Ada Smith war sie Mitglied des Leigh Gymnastics Club und trainierte im Marsh Gymnasium in Leigh, die beiden standen jedoch nicht in einer verwandtschaftlichen Beziehung zueinander. Ihr bestes Ergebnis bei den nationalen Meisterschaften erzielte Smith 1931 in Liverpool, als sie hinter Jessie Greenwood den zweiten Platz belegte und damit britische Vizemeisterin wurde.